# Albert Schimmel
Albert Schimmel (* unbekannt; † unbekannt) war ein deutscher Tischtennisspieler. Er nahm an der Weltmeisterschaft 1933 teil.

## Erfolge
Schimmel spielte um 1931 bei Bar Kochba Frankfurt und ab 1932 bei Eintracht Frankfurt. Später in 1932 trat er wieder für Bar Kochba Frankfurt auf.  Er wurde bei der Nationalen Deutschen Meisterschaft 1933 in Hamburg Zweiter im Einzel hinter Paul Benthien.
Bei der Weltmeisterschaft 1933 in Baden (Niederösterreich) erreichte er mit der deutschen Herrenmannschaft Platz sieben. Im Einzel verlor er nach Freilos gegen Michael Grobauer (CSSR). Im Mixed mit Astrid Krebsbach besiegte er Roberts/Anastasia Flußmann (England/Österreich) und scheiterte dann an dem österreichischen Paar Paul Flußmann/Ladstätter. Dem Doppelwettbewerb blieb er fern.
Insgesamt bestritt Albert Schimmel drei Länderspiele.
In den 1930er Jahren lebte er zunächst in Frankfurt am Main in der Rechneigrabenstraße, 1933 war Stuttgart sein Wohnort. Wenige Wochen nach der WM 1933, die am 5. Februar endete, verließ Schimmel Deutschland wegen der „Rassenverfolgungen“. 1934 spielte er beim Schweizer Verein Sparta Basel.

## Privat
Albert Schimmel hatte einen Bruder, vermutlich namens Aron.

## Turnierergebnisse
| Verband | Veranstaltung     | Jahr | Ort   | Land | Einzel    | Doppel       | Mixed     | Team |
| ------- | ----------------- | ---- | ----- | ---- | --------- | ------------ | --------- | ---- |
| GER     | Weltmeisterschaft | 1933 | Baden | AUT  | letzte 64 | keine Teiln. | letzte 16 | 7    |